# Московська сільськогосподарська академія імені К. А. Тимірязєва
Московська сільськогосподарська академія імені К. А. Тимірязєва, або «Тимірязєвська академія» — вищий аграрний навчальний заклад, один з найстаріших вищих навчальних закладів Росії. Повне найменування (2012 рік) — Федеральна державна бюджетна освітня установа вищої професійної освіти «Російський державний аграрний університет — Московська сільськогосподарська академія імені К. А. Тімірязєва» (ФГБОУ ВПО РГАУ-МСХА ім. К. А. Тімірязєва).

## Історія

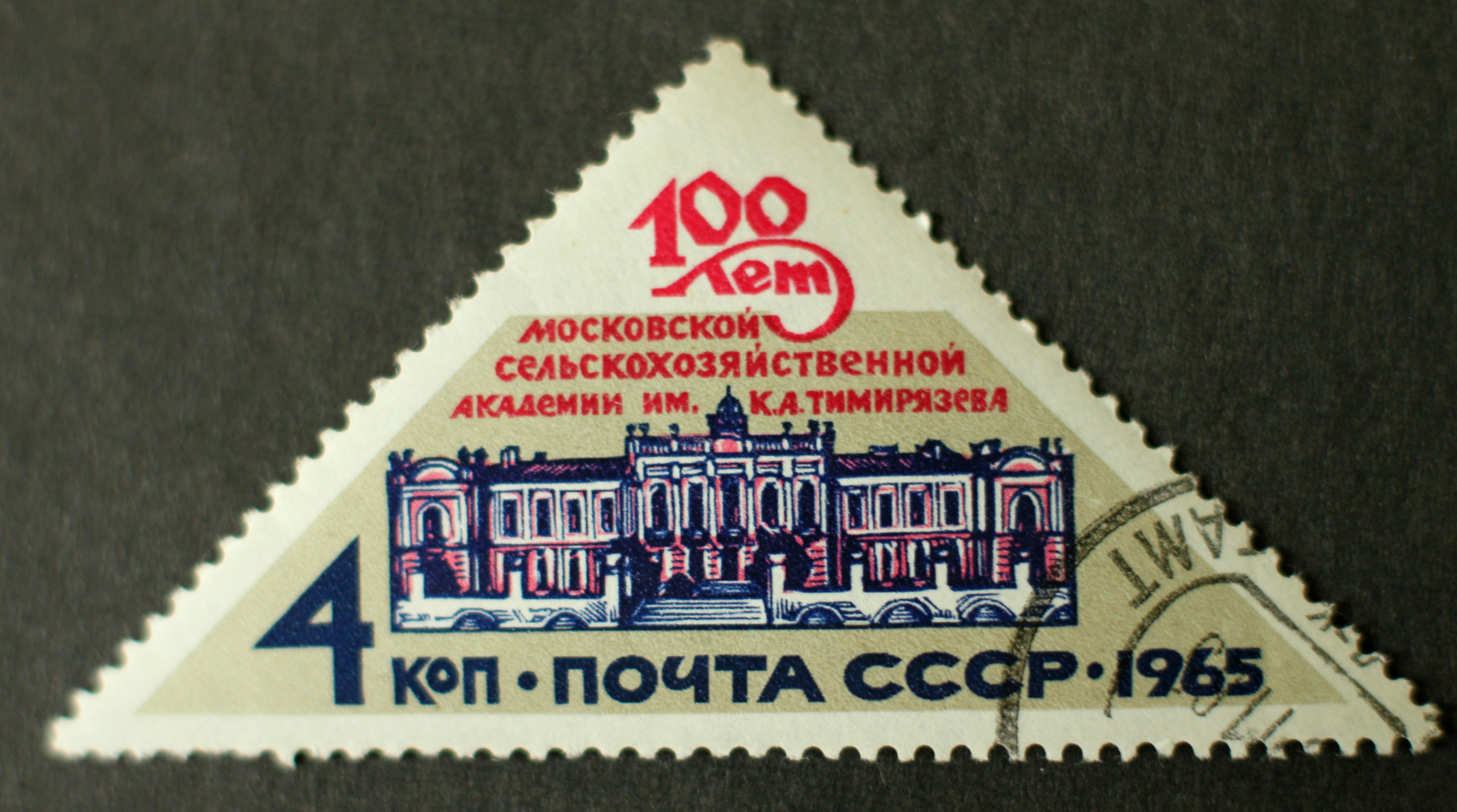
Поштова марка СРСР, 1965 рік

Датою заснування вважається 3 грудня 1865 року, коли вийшло розпорядження про відкриття Петровської землеробської і лісової академії. 25 січня 1866 було відкрито ліцей.

### Російська імперія
- 27 жовтня 1865 року засновано статут академії;
- 3 грудня 1865 року оголошено розпорядження уряду про її відкриття; відкриті два відділення — сільськогосподарське та лісове;
- 25 січня 1866 року прочитані перші лекції;
- З 1871 року почалося викладання садівництва та городництва;
- За новим статутом від 16 червня 1873 року академія стала державним вишем;
- В 1878–1879 роки в академії був організований лісогосподарський музей, закладений лісової розплідник, на дослідному полі відкрилася метеорологічна станція;
- В 1889 році прийнято новий Статут; ліквідується лісове відділення; змінюється назва: до 1894 року - Петровська сільськогосподарська академія;
- 1 лютого 1894 закриття академії;
- У червні 1894 заснований Московський сільськогосподарський інститут;
- У 1895–1898 роках закладений ботанічний сад.

### СРСР
- У 1917 році відновлено назву — Петровська сільськогосподарська академія, змінені статут і організаційна структура, створено нові навчальні плани і програми;
- У грудні 1923 року — нова назва: Сільськогосподарська академія імені К. А. Тимірязєва; навчання було трирічним, існувало 3 факультети: агрономічний, економічний та інженерний
- На початку 1930-х років на базі факультетів академії створені гідромеліоративних інститут, Інститут інженерів сільськогосподарського виробництва та Інститут рибної промисловості;
- У 1941 році Сільськогосподарська академія імені Тімірязєва, була вишем Наркомзему СРСР і мала поштову адресу: місто Москва, вул. Нове шосе, 10;

### Російська Федерація
- В 1994 році затверджено Статут і назва Московська сільськогосподарська академія імені К. А. Тимірязєва (МСГА);
- В 2001 році прийнято новий Статут академії;
- 20 червня 2005 р. академія перейменована в Федеральний державний освітній заклад «Російський державний аграрний університет — МСХА імені К. А. Тімірязєва» (ФГТУ ВПО РГАУ — МСГА імені К. А. Тімірязєва).

## Структура
Факультети:
- Агрономічний;
- Ґрунтознавства, агрохімії та екології;
- Садівництва і ландшафтної архітектури;
- Зооінженерний;
- Економічний;
- Обліково-фінансовий;
- Гуманітарно-педагогічний;
- Технологічний;
- Очно-заочного, заочного та дистанційного освіти;
- Довузівської підготовки.